# Arco longo

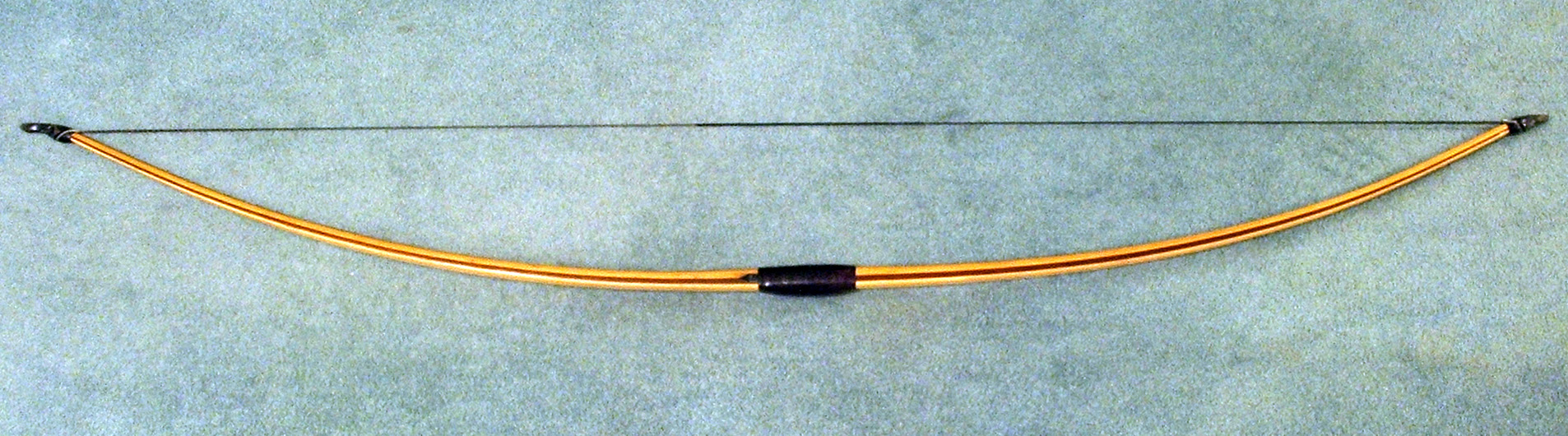
Uma réplica moderna de um arco longo de madeira de teixo

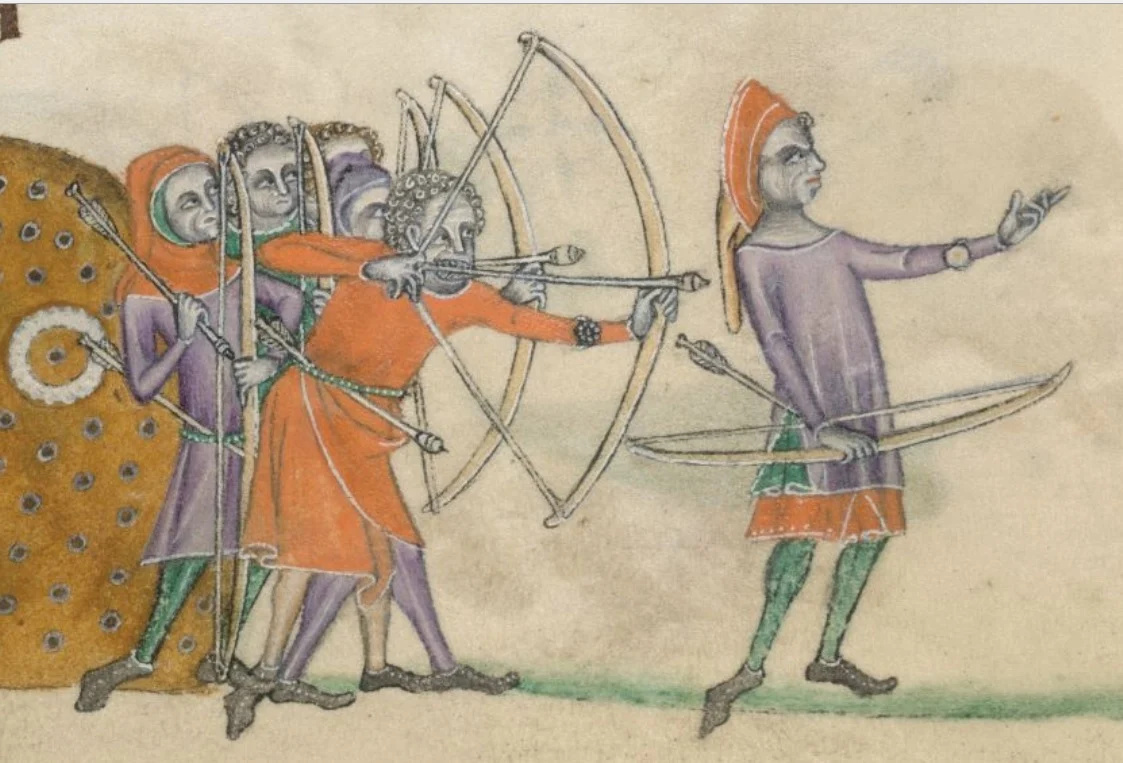
Representação artística de um arqueiro medieval do século XIV.

O arco longo (em inglês:  Longbow) é um tipo de arco com um comprimento quase equivalente à altura da pessoa que o empunha, pouco recurvado ou quase reto e com braços relativamente finos, de secção circular ou em "D". Tipicamente feito em uma única peça de madeira natural, este tipo de arco tem sido usado por inúmeras culturas como arma de caça, guerra e defesa e ainda hoje é usado para caça, em torneios ou na prática do tiro puro ou instintivo.
Os arcos longos são utilizados por diversos povos e podem ser construídos de diferentes tipos de madeiras. Na Europa datam do período Paleolítico. Desde o período da Idade do Bronze, os arcos longos foram construídos principalmente a partir de madeira de teixo. Historicamente, o arco longo é feito de madeira, mas o modernamente também pode ser feito a partir de outros materiais ou por colagem de diferentes tipos de madeira juntos.
A corda do arco longo era comumente feita de cânhamo, linho ou seda e fixada ao arco através do engaste feito de madeira, chifre de veado ou de metal (bronze ou ferro). 
O exemplo mais famoso de arco longo é o arco longo inglês, confeccionado tradicionalmente de madeiras como o carvalho, o teixo, o freixo e o ulmeiro e utilizado pelos exércitos ingleses com grande eficácia na Guerra dos Cem Anos. A curta distância, a flecha podia ser apontada diretamente a um alvo concreto, e era capaz de penetrar em cota de malha e até armaduras de placas leves naquela época. Para maiores distâncias, os arqueiros soltavam para o alto os projéteis que faziam uma trajetória curva até as formações inimigas, fazendo do arco longo, em alguns aspectos, algo semelhante à artilharia da era moderna. As flechas do arco longo perdiam força de penetração sendo usadas dessa maneira, efetivas contra infantaria leve, mas existem relatos de cavaleiros montados cujas coxas foram atravessadas por flechas.
Esse tipo de arco foi usado até a época da guerra civil inglesa, mas foi substituído em muitos casos pelo mosquete, sobretudo devido aos muitos anos de um complicado treinamento necessário para se atirar com o arco longo, mesmo que o arco tivesse uma capacidade de obter altas taxas de disparo, de 5 a 10 flechas em 30 segundos para apenas um tiro de mosquete durante um mesmo período. O arco, nas mãos de um arqueiro experiente, era sem dúvida muito mais preciso que o mosquete, e tinha até um alcance maior. O mosquete, como a besta, podia ser utilizado relativamente com pouco treinamento e tinha a vantagem psicológica de produzir fogo, fumaça e estrondos em abundância quando disparado, além de ser muito mais poderoso e penetrar armadura sem dificuldade.